# Paranuncia ingens
Paranuncia ingens is een hooiwagen uit de familie Triaenonychidae.